# Bahnhof Ebersbach (Sachs)
Der Bahnhof Ebersbach (Sachs) ist eine Betriebsstelle der Bahnstrecken Oberoderwitz–Wilthen, Ebersbach–Löbau und Bakov nad Jizerou–Ebersbach auf dem Gebiet der Gemeinde Ebersbach-Neugersdorf. Ebersbach (Sachs) ist Grenzbahnhof im Verkehr mit der Tschechischen Republik.

## Geschichte

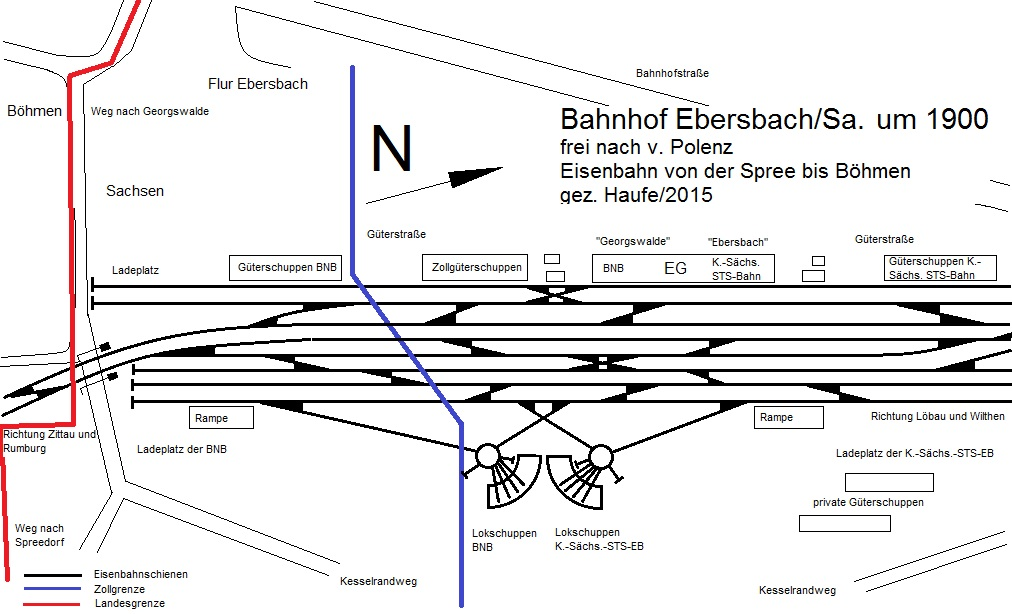
Gleisplan des Bahnhofes Ebersbach bis 1914

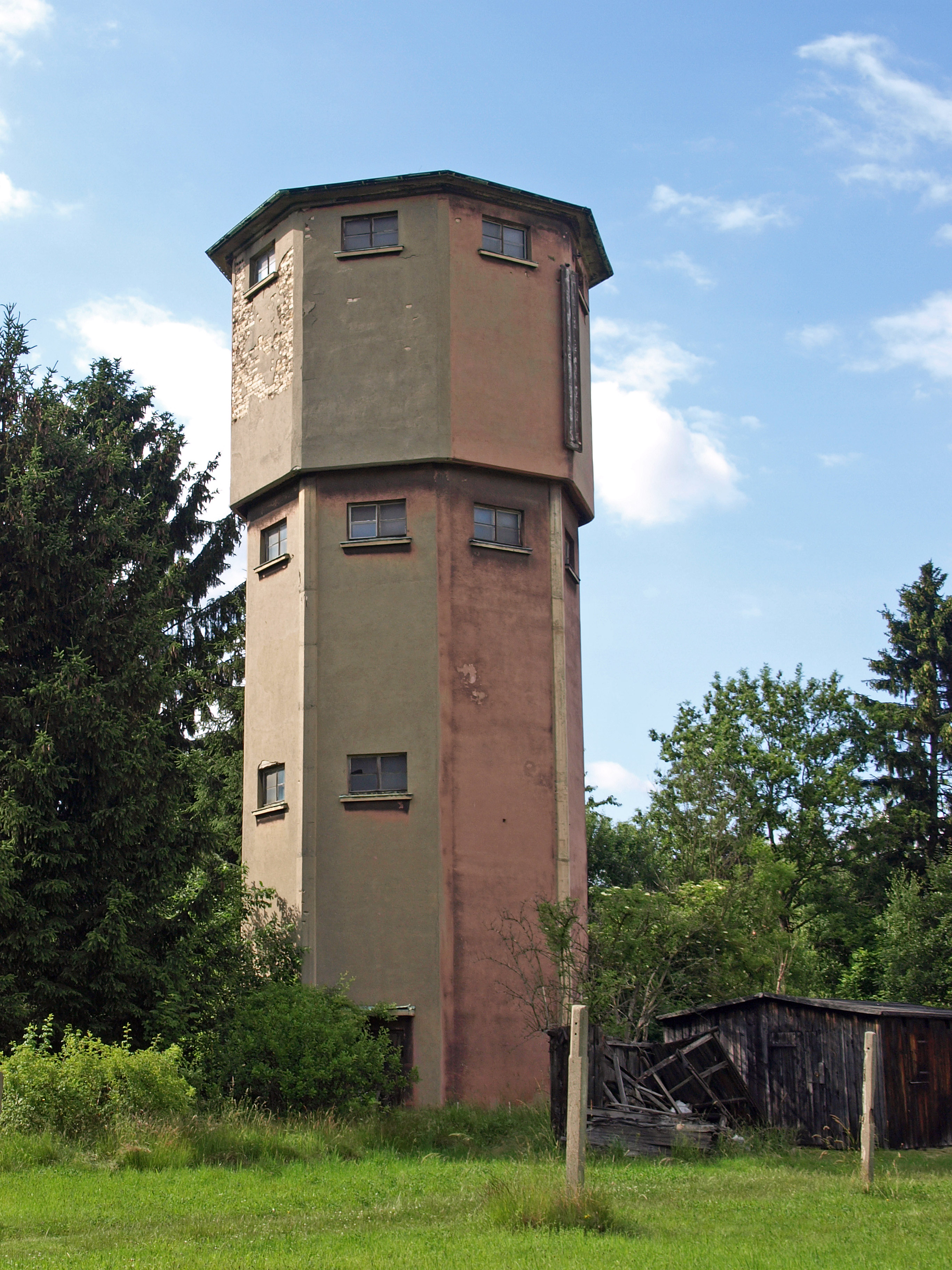
Erhaltener Wasserturm des Bahnhofes Ebersbach aus dem Jahr 1929

Entstanden war der Bahnhof schon 1873 mit dem Bau der Bahnstrecke Ebersbach–Löbau und der Bahnstrecke Bakov nad Jizerou–Ebersbach der Böhmischen Nordbahn. Beim Bau des Bahnhofes sollte bereits auf das Planum der Bahnstrecke nach Wilthen Rücksicht genommen werden. In seiner ersten Bauform war er ein sächsisch-österreichischer Gemeinschaftsbahnhof auf der Flur der Gemeinde Neuebersbach zwischen Haine und dem Kesselrand, er sollte die Bezeichnung Georgswalde-Ebersbach tragen. Die Strecken von Rumburg und Oberoderwitz gelangten von Süden her gemeinsam von böhmischer Seite in den Bahnhof. Dabei war die Grenzüberquerung direkt vor dem damaligen Weg von Spreedorf nach Georgswalde. Auf böhmischer Seite befanden sich noch zwei Deckungssignale und zwei Weichen des Bahnhofes. Die Rumburger Strecke endete in der Mitte des Empfangsgebäudes.

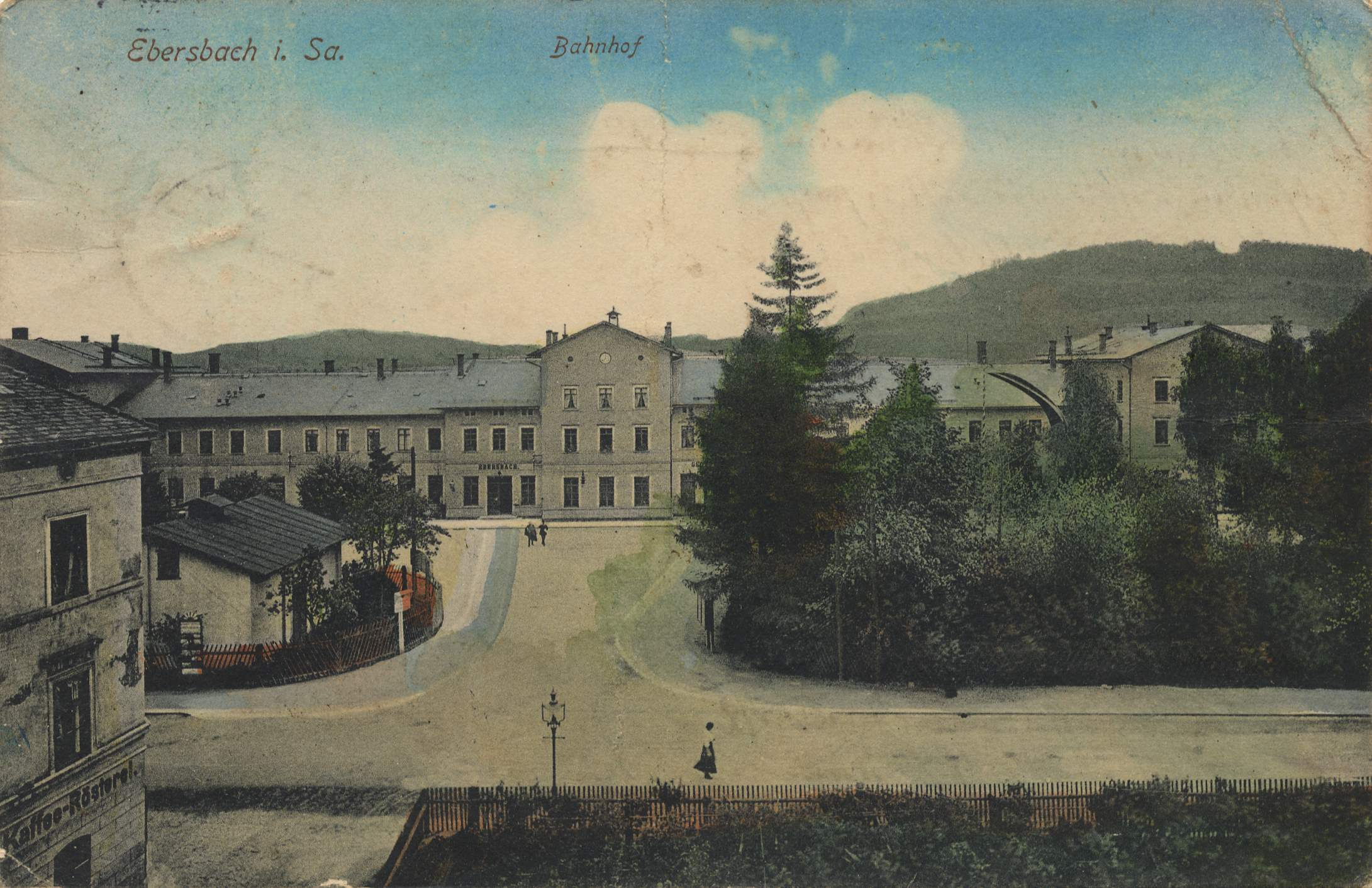
Historische Aufnahme des Bahnhofes Ebersbach aus dem Jahr 1914

Aus der Zeit stammt das 106 Meter lange Empfangsgebäude, bei dem ein Teil Verwaltungsbau der Böhmischen Nordbahn und ein Teil der Königlich Sächsischen Staatseisenbahnen war. Rechts neben dem Empfangsgebäude stand der sächsische Güterschuppen, und links der Zollgrenze der der Böhmischen Nordbahn. Zwischen dem Empfangsgebäude und dem Güterschuppen der Böhmischen Nordbahn wurde noch ein Zollgüterschuppen aufgebaut. Der Bahnhof hatte acht parallele Bahnhofs- und doppelt so viele Stumpfgleise, dazu 54 Weichen und 4 Kreuzungsweichen.
Die südliche Bahnhofseinfahrt unterschied sich von der heutigen Einführung. Die Einfahrgleise befanden sich ungefähr 100 Meter westlicher als heute. Die Landesgrenze lief damals noch anders; sie verlief noch südlich der heutigen Spreedorfer Straßenbrücke, bei der Einmündung des Kesselrandweg verlief sie nördlich davon. Der Weg nach Georgswalde, der ebenfalls etwas versetzt zu der heutigen Spreedorfer Straßenbrücke liegt, besaß noch einen niveaugleichen Bahnübergang mit den Schienen. Auf der nördlichen Seite des Bahnhofes bestand schon die heute übliche Straßenüberbrückung über der B 96. Im westlichen Bahnhofsbereich, an der Stelle des heutigen Güterschuppens hatten beiden Bahnverwaltungen ihre Heizhäuser, die als Rundhäuser mit vier Ständen und je einer Drehscheibe mit 11,6 Meter Durchmesser ausgebildet waren.

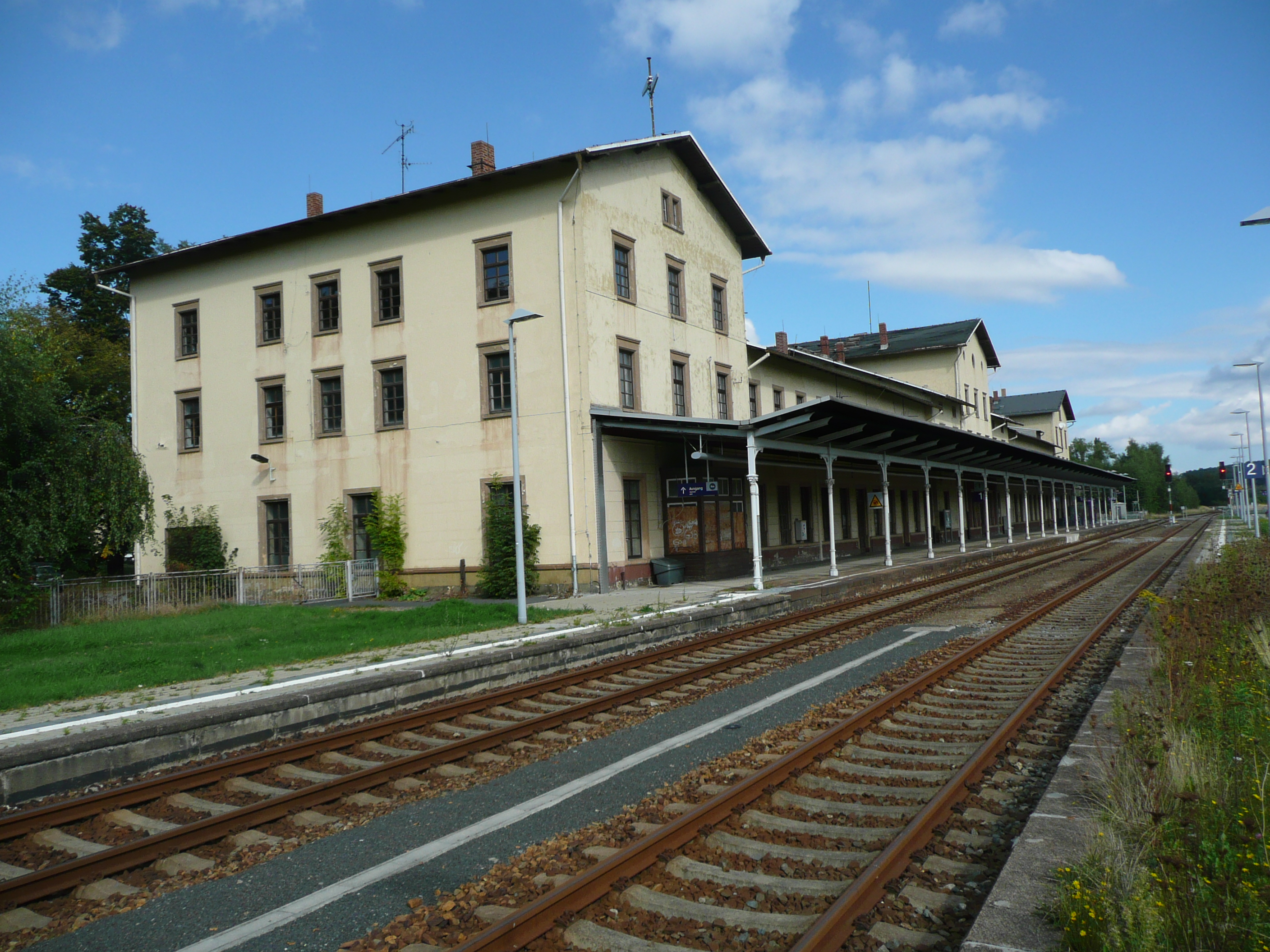
Empfangsgebäude des Bahnhofes Ebersbach im Jahr 2015, Gleisseite

Bereits zu Beginn der 1900er Jahre gelangte der Bahnhof an die Grenze seiner Leistungsfähigkeit. Besonders der Bahnübergang am Südkopf erwies sich als Nadelöhr. Deshalb wurde schon 1914 seine Umgestaltung beschlossen, die kriegsbedingt erst nach 1930 abgeschlossen werden konnte. Dazu kamen die geänderten politischen Verhältnisse und die erforderliche Verlegung der Spree, die 1925 abgeschlossen war. Etwas versetzt der alten Straße nach Georgswalde entstand die Überbrückung der Bahnhofsgleise in Form der Spreedorfer Brücke. Ursprünglich sollte nördlich von dieser ein gemeinschaftliches Rund-Heizhaus mit 14 Ständen entstehen, die neugegründeten ČSD erstellten auf der Südseite der neuen Spreedorfer Brücke den neuen Bahnhof Jiříkov und baute stattdessen den Rundschuppen in Rumburg weiter aus. Dadurch verschwanden die beiden Heizhäuser an der Ostseite, und es entstand ein wesentlich vergrößerter Bahnhof mit 27 Gleisen. Die Gleisanlagen erreichten damals die weiteste Ausdehnung. Die Bahnhofseinfahrt der Bahnstrecke aus Oberoderwitz verlief durchweg auf deutschem Gebiet und war von den Gleisen aus Rumburg getrennt. An Stelle der früheren Heizhäuser wurde ein Güterschuppen für beide Bahnverwaltungen gebaut. Hinter diesem lagen noch drei Ladegleise und zwei Ladestraßen. Hinter diesen wurde ein zweiständiger und zweigleisiger Lokschuppen errichtet. Ein 1929 entstandener Wasserturm versorgte die im Bahnhofsgebiet vorhandenen Wasserkräne. Mit dem Baubeginn begann der Bau des ersten Stellwerkes, 1932 war der Bau aller Stellereien abgeschlossen. Ein Personenzuggleis aus Rumburg endete an der Südseite des Empfangsgebäudes.
Ein Gleisanschluss zu einer chemischen Fabrik existierte bis 1989 im Bahnhof. 1945 wurde die Spreedorfer Brücke in Folge von Kriegshandlungen gesprengt, wodurch das benachbarte Stellwerk 1 stark beschädigt wurde. In Folge von Reparationen wurden die Gleise 3, 11, 15, 22, 25, 28 und 31 abgebaut. Danach normalisierte sich wieder der Betriebszustand. 1952 wurde der Grenzverkehr nach Rumburg wieder aufgenommen. Ende der 1960er Jahre wurde Ebersbach zum Stückgut- und Wagenladungsknoten der umliegenden Bahnhöfe.
Nach 1989 ging der Güterverkehr im Bahnhof drastisch zurück. Die bisherigen planmäßigen Güterzüge wurden zu Bedarfszügen. Ab 1. Juli 1992 gab es wieder einen Grenzpersonenverkehr nach Rumburg, der bis 2011 beibehalten wurde. 1996 wurde die neue Spreedorfer Brücke dem Verkehr übergeben, die aufgrund ihrer markanten Farbgebung rasch den Beinamen „Blaues Wunder“ erhielt. Zu dieser Zeit gab es noch sechs fahrstraßenabhängige Hauptgleise. Das Empfangsgebäude ist seitdem geschlossen und für den Umbau als Wohnhaus vorgesehen.
Seit Dezember 2002 verkehren auf der Strecke nach Löbau keine planmäßigen Personenzüge mehr. 2003 wurde auf dem Bahnhofsvorplatz eine Bahn/Bus-Schnittstelle aufgebaut. Seit 2008 werden die Gleisanlagen von einem elektronischen Stellwerk gesteuert. Ein Jahr später wurden daraufhin die bisherigen Stellwerke aufgelassen und abgerissen. Im Dezember 2010 verkehrten zum letzten Mal planmäßige Personenzüge aus Richtung Rumburg nach Ebersbach. Auf der Strecke nach Löbau und Rumburg verkehren Busse, die aufgrund der geringeren Kosten öfters fahren als die zuletzt angebotenen Personenzüge.
2015 sind noch fünf Gleise im Bahnhof im Betrieb, wobei nur vier mit Hauptsignalen ausgerüstet sind, das fünfte wird gelegentlich als Ladegleis verwendet.

## Bahnsteige

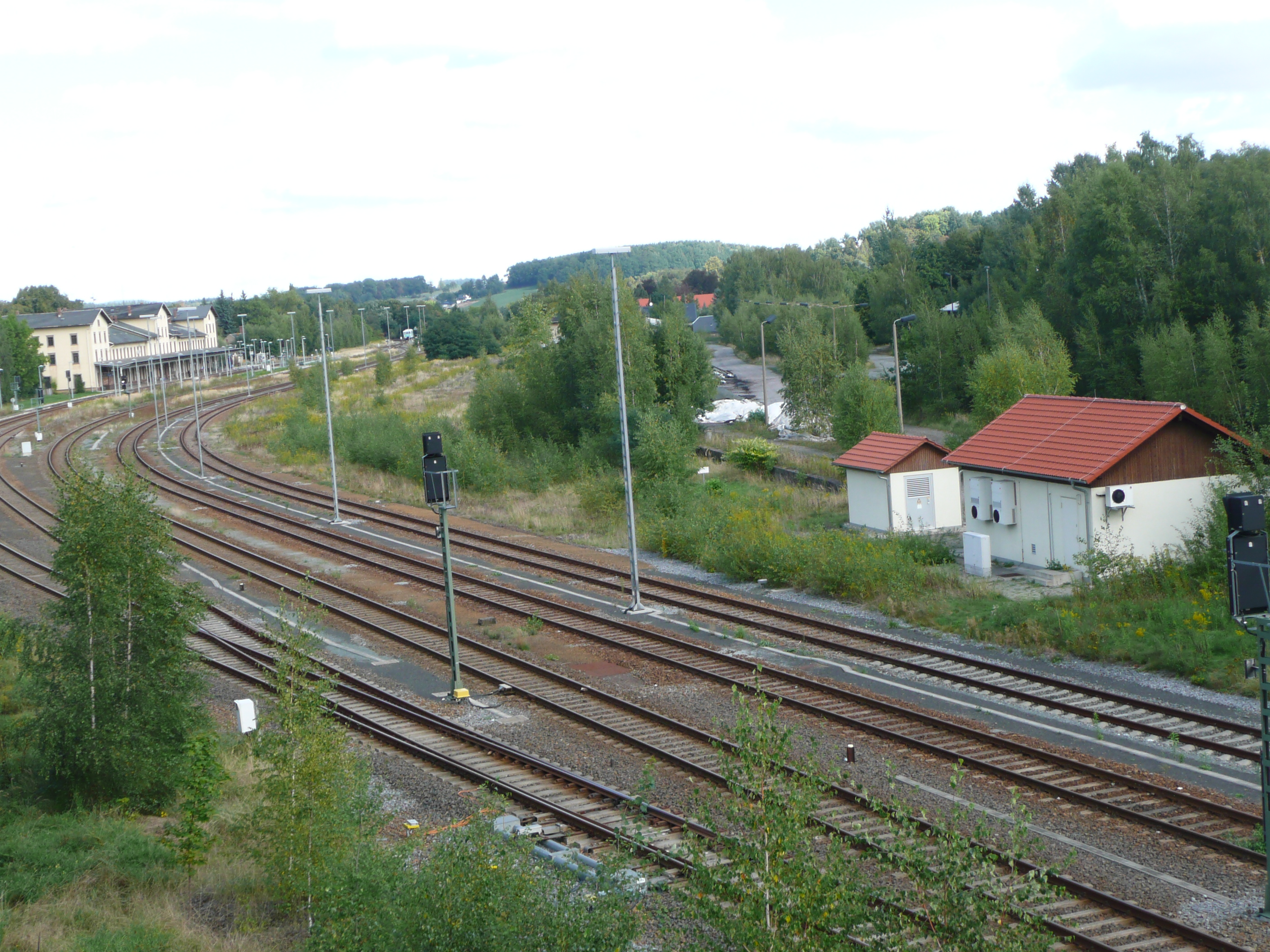
Blick auf den Bahnhof Ebersbach von der Spreedorfer Brücke

Der Bahnhof hat einen Hausbahnsteig an Gleis 1 mit einer Nutzlänge von 172 Metern und einen Inselbahnsteig mit einer Nutzlänge von 170 Metern an Gleis 2 und 3. Beide Bahnsteige sind 38 Zentimeter hoch. Der Bahnhof war Durchgangs- und Trennungsbahnhof für die Strecke nach Rumburg.

## Verkehr

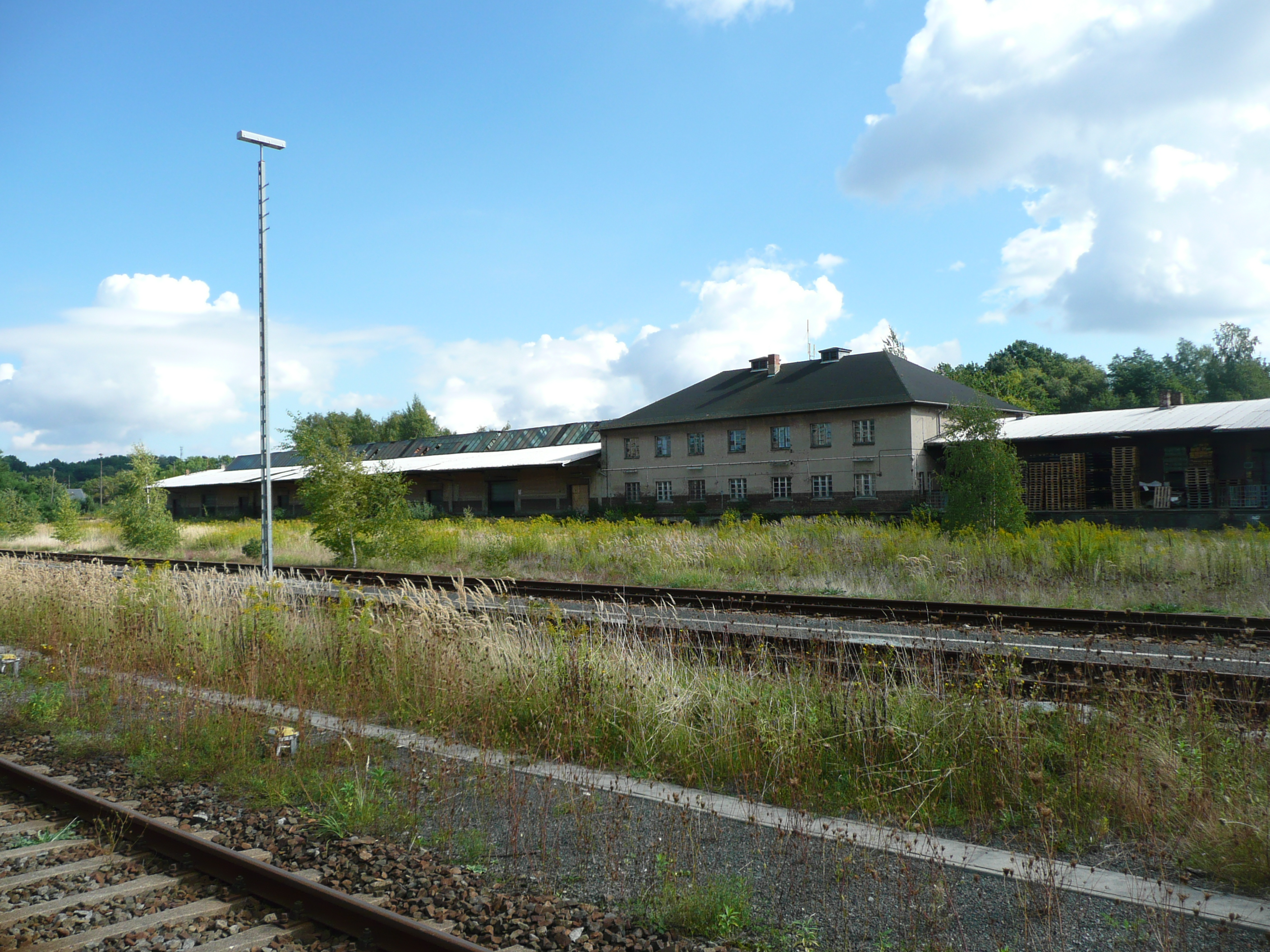
Blick auf den Güterschuppen des Bahnhofes Ebersbach

Nach der Eröffnung der Bahnlinie nahm der Bahnverkehr stark zu. Das zeigte sich besonders an dem niveaugleichen Bahnübergang an dem Spreedorfer Weg, wo um 1900 beobachtet wurde, dass durchschnittlich aller vier Minuten eine Sperrung erfolgte. Der Güterverkehr auf der Bahnstrecke Bakov nad Jizerou–Ebersbach machte größten Teil des Verkehres aus. Laut einer Ebersbacher Chronik wurde für 1884 der Eingang von 15.325 t Ladungen zu je 5 t böhmischer Braunkohle (durchschnittlich etwa 50 Kohlewagen täglich) für Ebersbach oder sächsischer Weiterleitung nachgewiesen. Nach 1930 war es der Verkehr mit Bauxit, der ebenfalls bedeutende Lasten über die Bahnstrecke Bakov nad Jizerou–Ebersbach heranführte. Dabei wurden bis 1944 jährlich etwa 100.000 t von Ebersbach weiter bis Lauta befördert.
Im Kursbuch der Bahnstrecke Oberoderwitz–Wilthen von 1892 sind sieben Zugpaare ab Ebersbach verzeichnet. 1905 verkehrten sechs Zugpaare in Richtung Löbau. Auf der Linie nach Rumburg verkehrten um 1930 vier Paar Züge bis Prag. Zwischen Rumburg und Ebersbach gab es eine Triebwagenverbindung. Sechs Züge verkehrten hier täglich, teilweise mit Halt in Georgswalde. Nach 1939 gab es nur noch Verkehr von Ebersbach bis zum Protektorat Böhmen und Mähren. Von 1945 bis 1952 gab es keinen Grenzverkehr nach Rumburg. Danach wurde der Güterverkehr wieder aufgenommen, der Personenverkehr fand vorerst nur von Rumburg bis Georgswalde statt.
1960 waren es acht Zugpaare Richtung Löbau, die den Bahnhof benutzten. Auf der Bahnstrecke Oberoderwitz–Wilthen verkehrten sechs Personenzüge, ein Schnellzug und ein Eilzug, wobei alle Zuggattungen im Bahnhof Ebersbach hielten. In jüngerer Vergangenheit erreichten den Bahnhof sieben Zugdurchfahrten täglich von Nahgüterzügen aus Schlauroth nach Zittau. Von 1991 bis 2011 gab es noch einmal regelmäßig Personenverkehr zwischen Ebersbach und Rumburg. 1992 wurde der Güterverkehr auf dieser Strecke beendet. Stand 2015 findet gelegentlicher Güterverkehr zwischen Bischofswerda und Ebersbach statt.
Im Personenverkehr wird der Bahnhof durch die jeweils zweistündlich verkehrenden Linien RE 2 Dresden–Liberec und RB 61 Dresden–Zittau bedient. Betreiber der Linien ist Trilex. In Ebersbach begegnen sich die Züge auf der eingleisigen Strecke, wodurch sich bei der Regionalbahn Richtung Zittau ein längerer Aufenthalt ergibt (Stand 2022).

## Bahnbetriebswerk Ebersbach
Das Betriebswerk in Ebersbach hatte vor dem Bahnhofsumbau zwei viergleisige Rundschuppen mit je einer Drehscheibe von 11,6 Meter Durchmesser für beide Bahngesellschaften. Stationierte Lokomotiven sind nicht bekannt, es können auf Grund des geringen Scheibendurchmessers keine großen Lokomotiven gewesen sein. Es kommt die Baureihe kkStB 53 in Frage, die bei der BNB beheimatet und 1918 noch in Böhmisch Leipa stationiert waren. Für den Personenverkehr wurde nachweislich die kkStB 128 eingesetzt. Diese Maschinen hatten einen Radstand mit Tender von 11.517 mm.
Nach dem Bahnhofsumbau erhielt der Bahnhofsbereich einen zweigleisigen und zweiständigen Lokschuppen. Offensichtlich wurden hier die Rangierlokomotiven des Bahnhofes stationiert und gewartet. Aus Literaturangaben gehen vier Lokomotiven der Gattung IIIb hervor, zudem wird die Gattung IV T angeführt. Etwa in den 1930er Jahren wurde das zweite Lokschuppengleis gekürzt und davor ein Kleinlokschuppen gebaut. Das ehemalige Bekohlungsgleis 31 wurde nach 1945 mit entfernt.